# П'ятков Лог
П'я́тков Лог (рос. Пятков Лог) — село у складі Волчихинського району Алтайського краю, Росія. Адміністративний центр та єдиний населений пункт П'ятковологівська сільської ради.

## Населення
Населення — 399 осіб (2010; 489 у 2002).
Національний склад (станом на 2002 рік):
- росіяни — 89 %